# Arti plastiche
Vengono definite arti plastiche quelle arti visive che implicano l'uso di materiali che possono essere plasmati o modulati, spesso in forma tridimensionale. Materiali che possono essere incisi o modellati, come la pietra (marmo, granito, pietre preziose), i metalli, il legno, l'avorio, il cuoio, il cemento, il gesso, la plastilina, la vernice sono inclusi in questa definizione, dato che, con strumenti adatti, possono essere modulati o trasformati.
Arti che possono essere definite arti plastiche sono quindi:
- Architettura
- Scultura
- Ceramica
- Arte tessile
- Arte cartacea
- Origami
- Lavorazione del metallo e Oreficeria
- Lavorazione delle pietre e Gioielleria
- Arte del mosaico
- Lavorazione del vetro
- Lavorazione del legno ed Ebanisteria
- Lavorazione della cera o ceroplastica

L'uso della plastica nell'arte o essa stessa come forma d'arte.
L'uso del termine plastico nelle arti, non deve essere confuso con l'uso che ne fa Piet Mondrian, né con il movimento da lui nominato Neoplasticismo.

## Galleria d'immagini

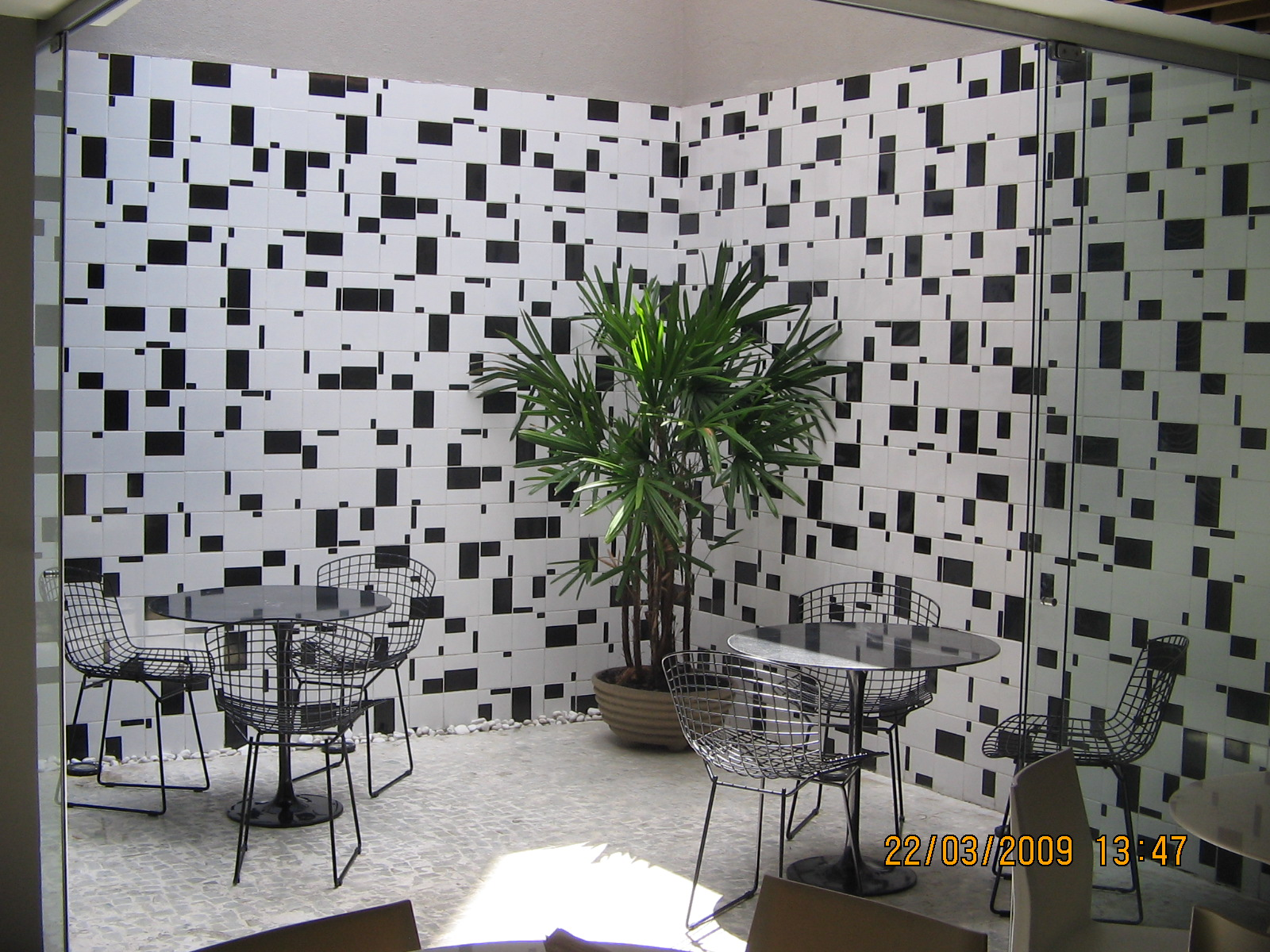
Pannello di piastrelle di ceramica di Alexandre Mancini , in un ristorante progettato da Juliana Myhrra, a Belo Horizonte
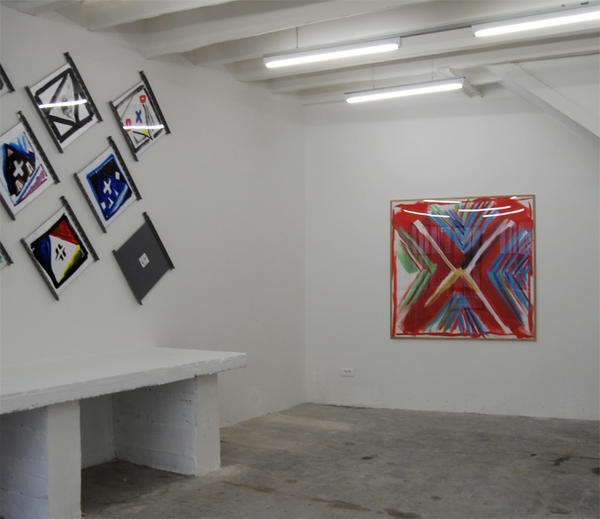
Patrick Saytour, esposizione a Nîmes
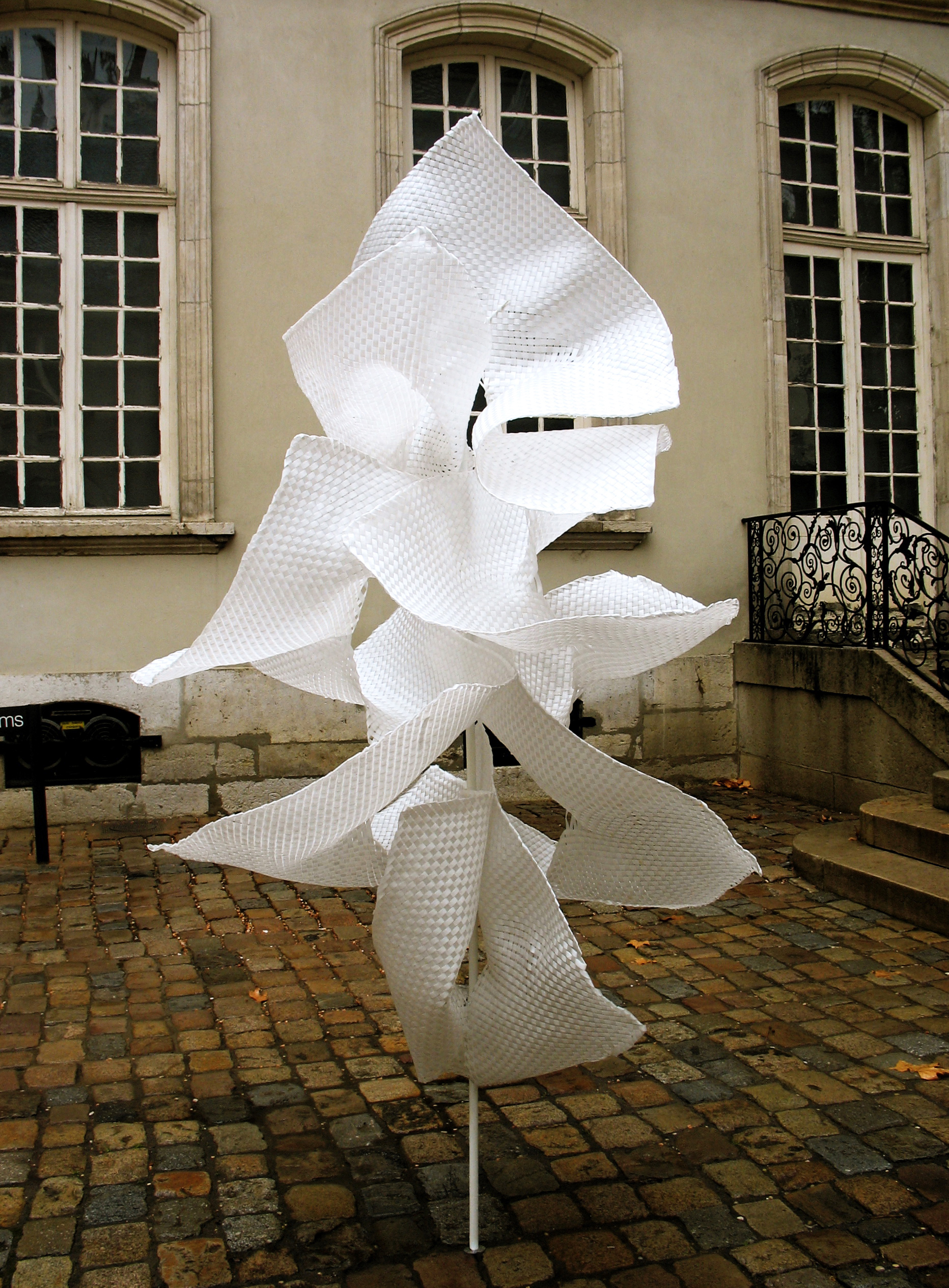
Opera plastica esposta al Musée des Tissus a Lione
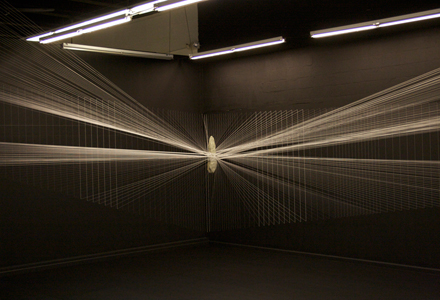
Milton Becerra, Ale'ya, Durban Segnini Gallery, Miami
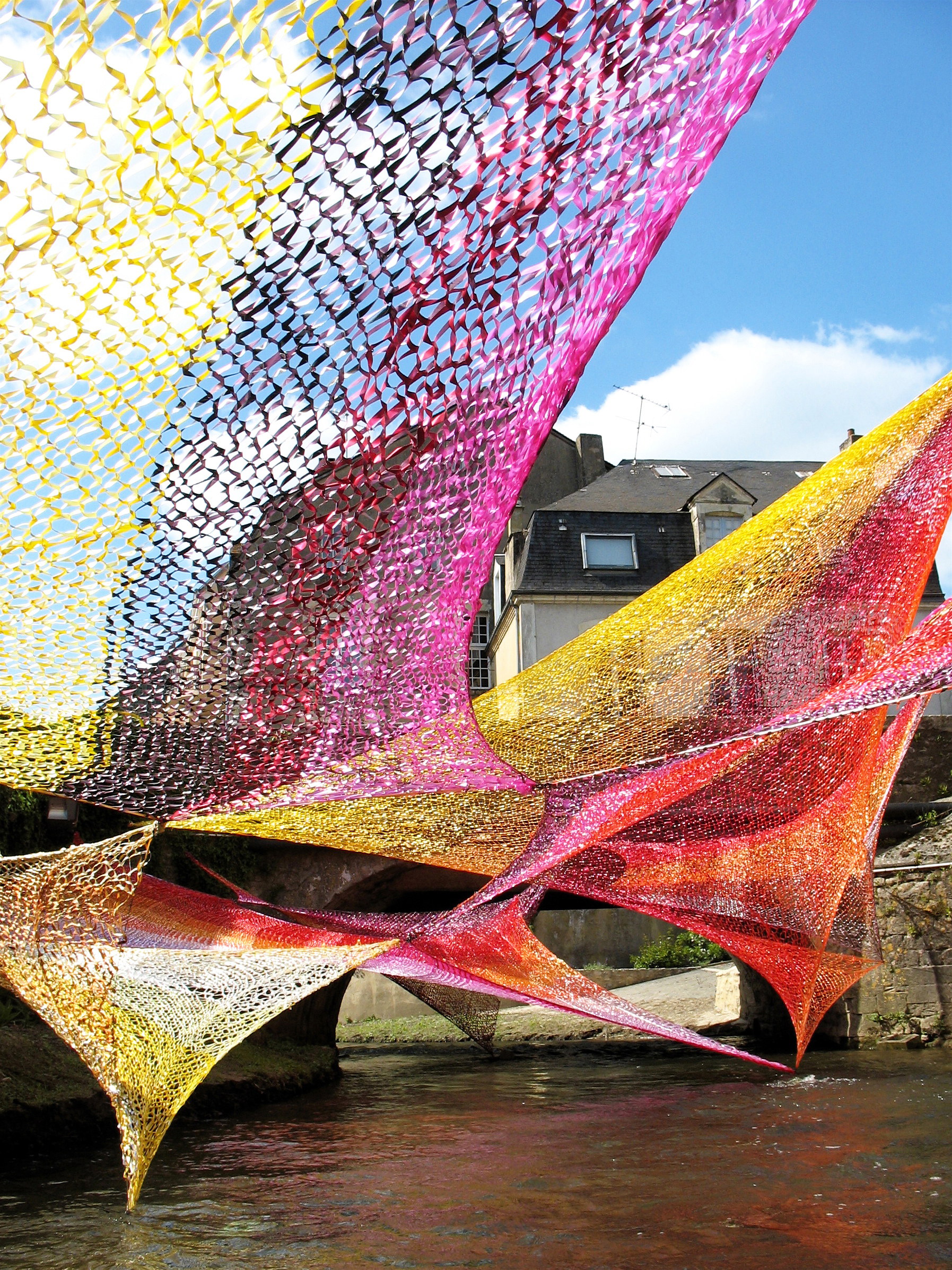
La Ferté Bernard, Festival Artec
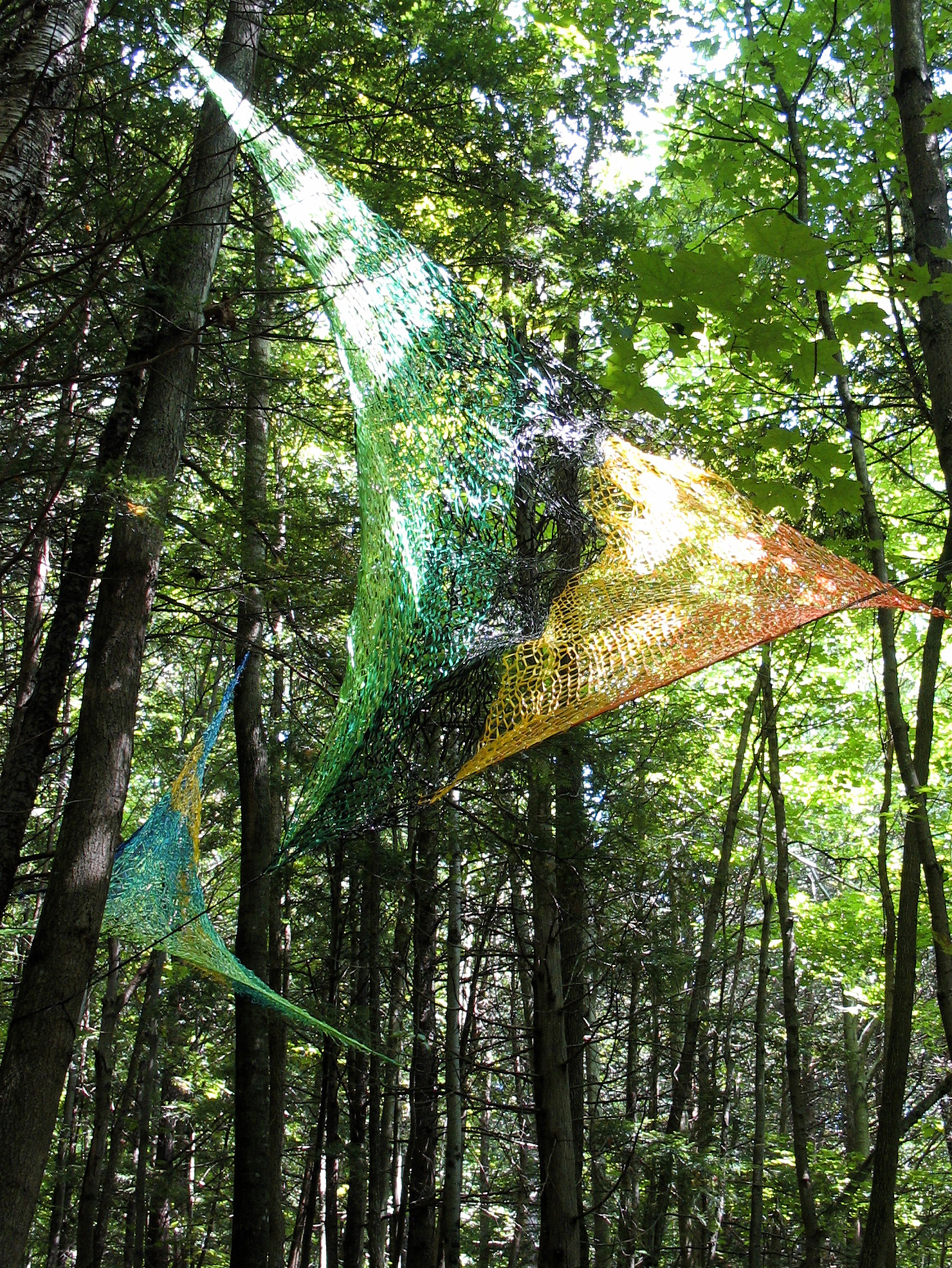
Bois de Belle Rivière, Québec
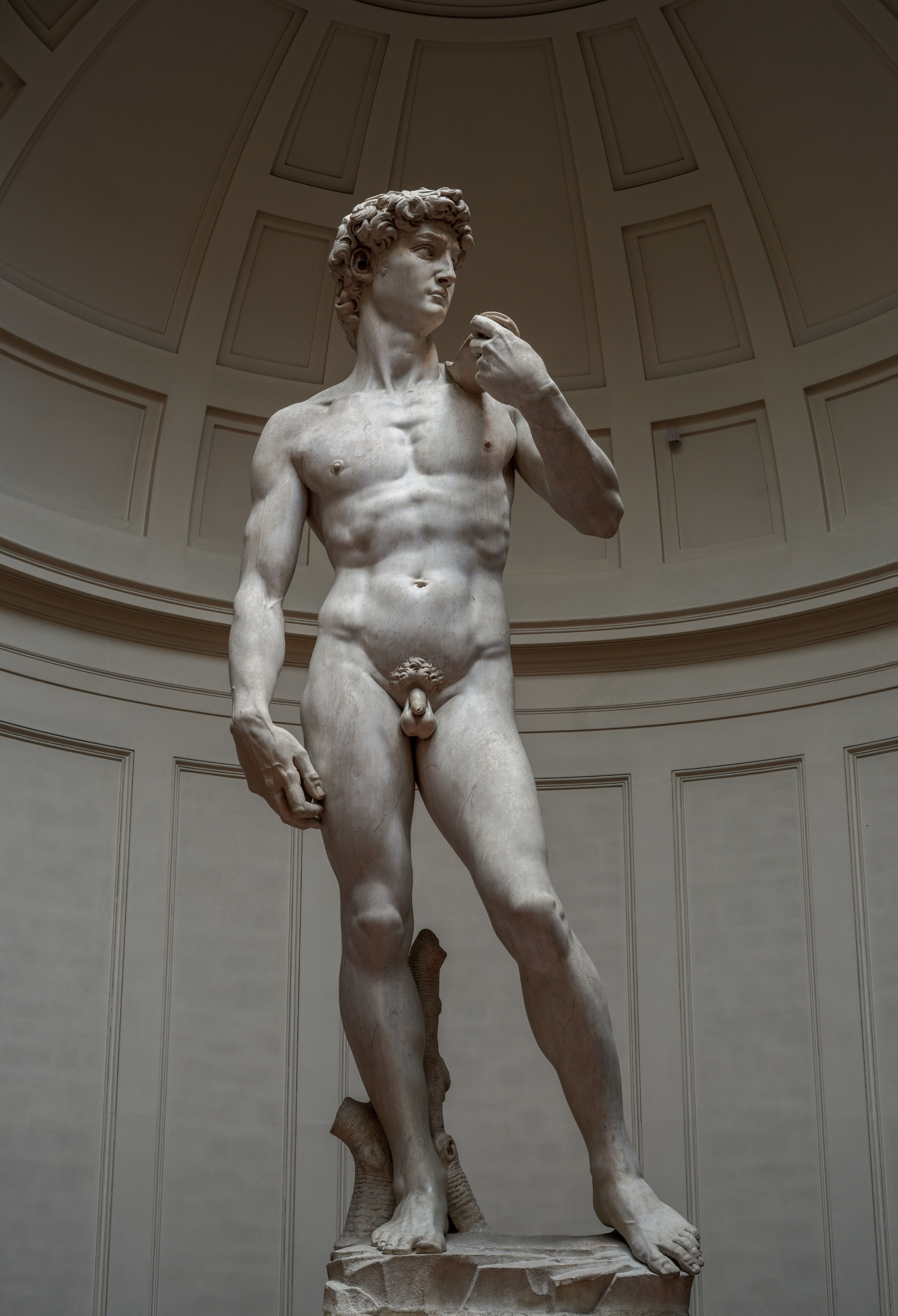
David di Michelangelo, scultura
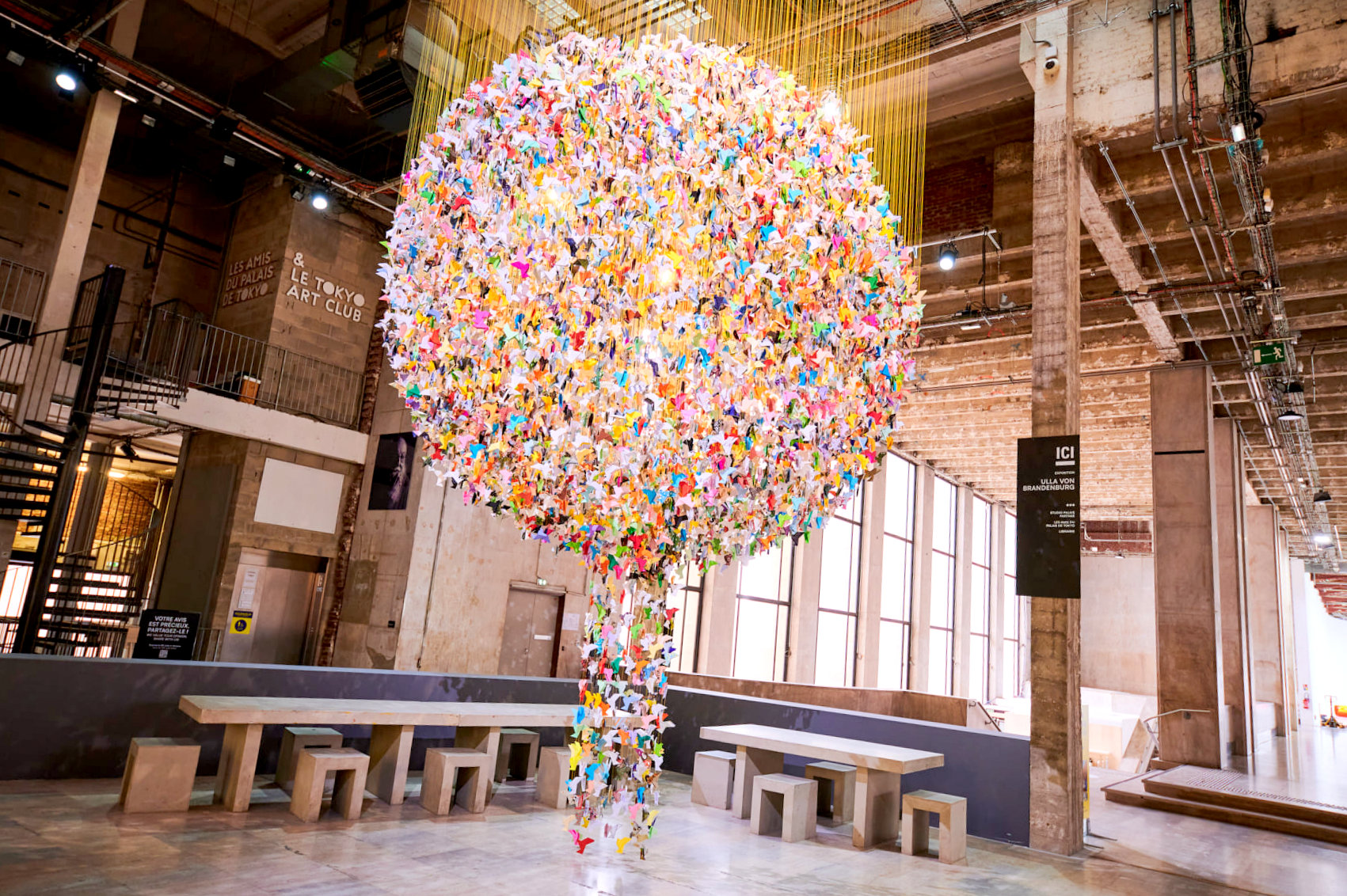
Per 'Origami For Life' della fondazione Engie il designer belga Charles Kaisin (1972) ha assemblato degli origami per creare otto alberi esposti al KANAL - Centre Pompidou di Bruxelles e al Palais de Tokyo di Parigi
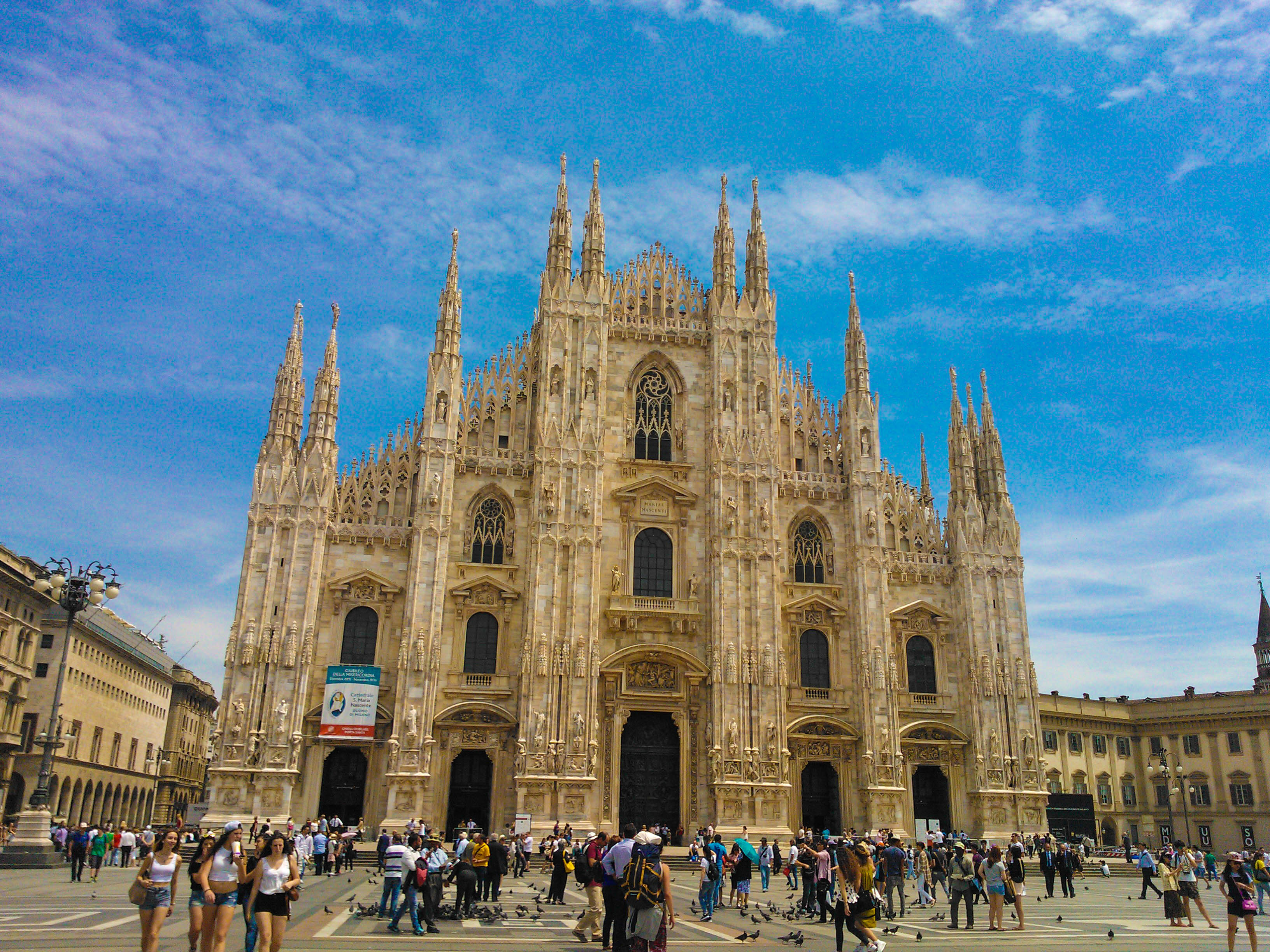
Duomo di Milano, opera di architettura
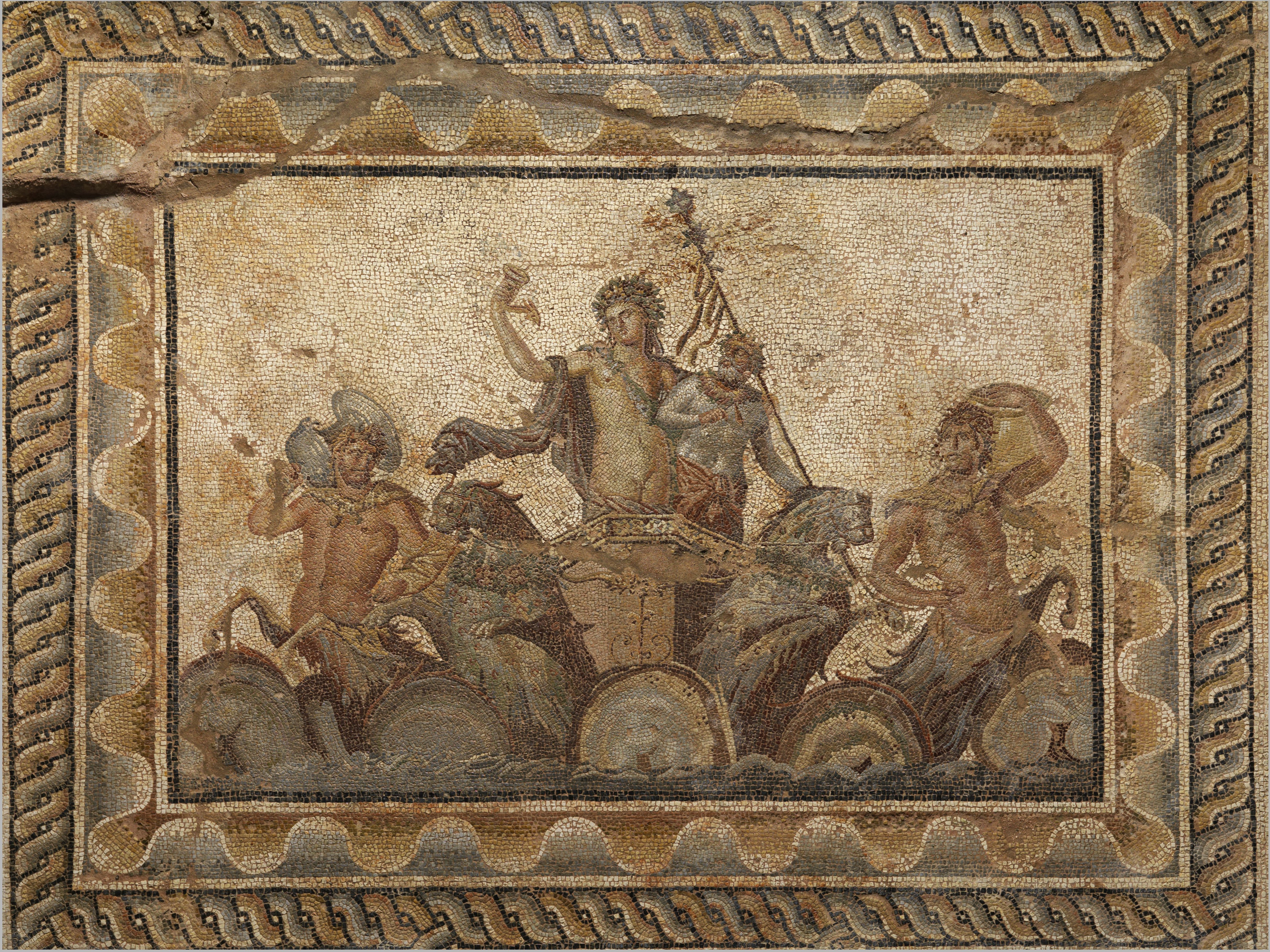
Mosaico dell'Epifania di Dioniso, dalla Villa di Dioniso (II secolo d.C.) a Dion, Grecia
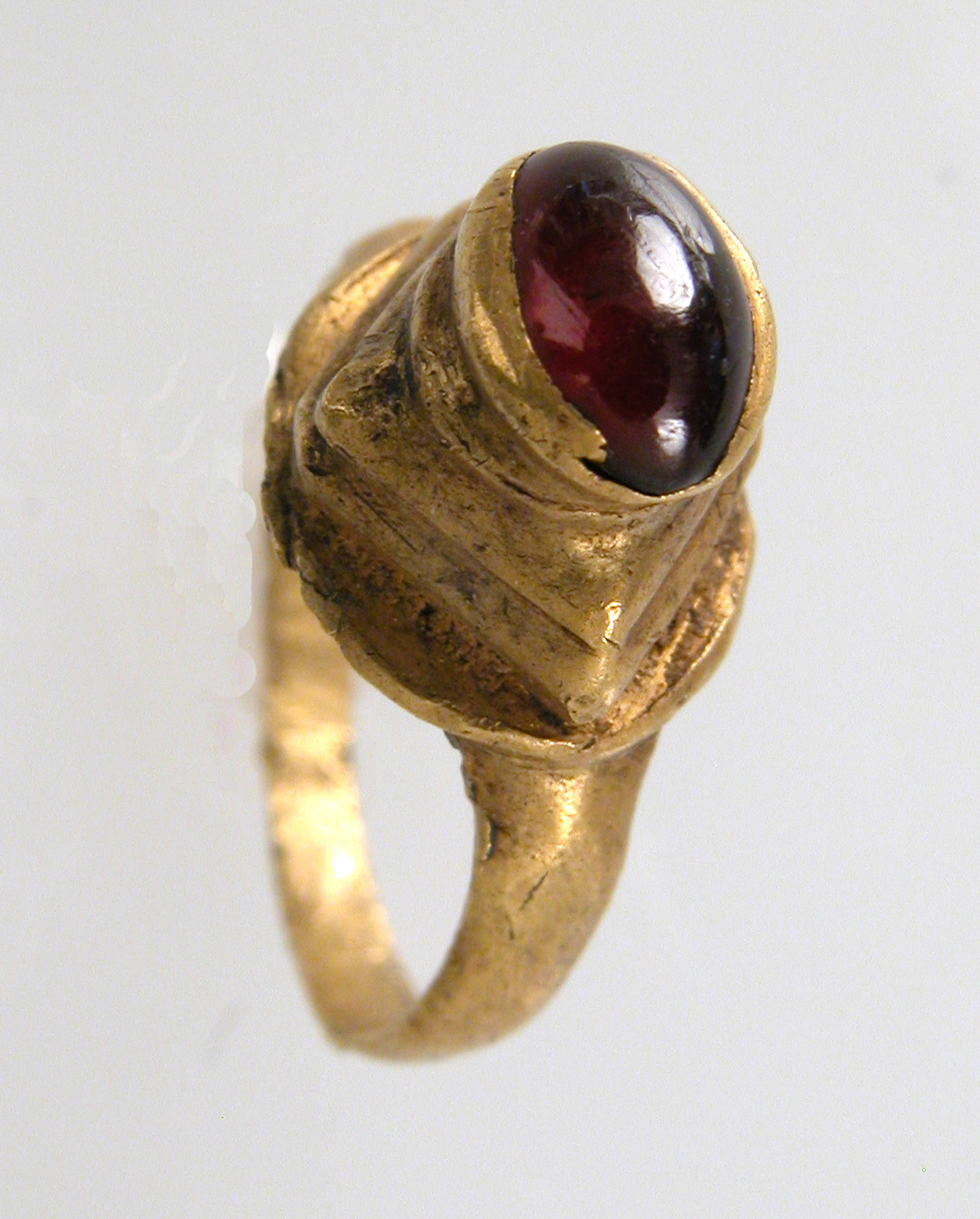
Anello del VII secolo, opera di oreficeria
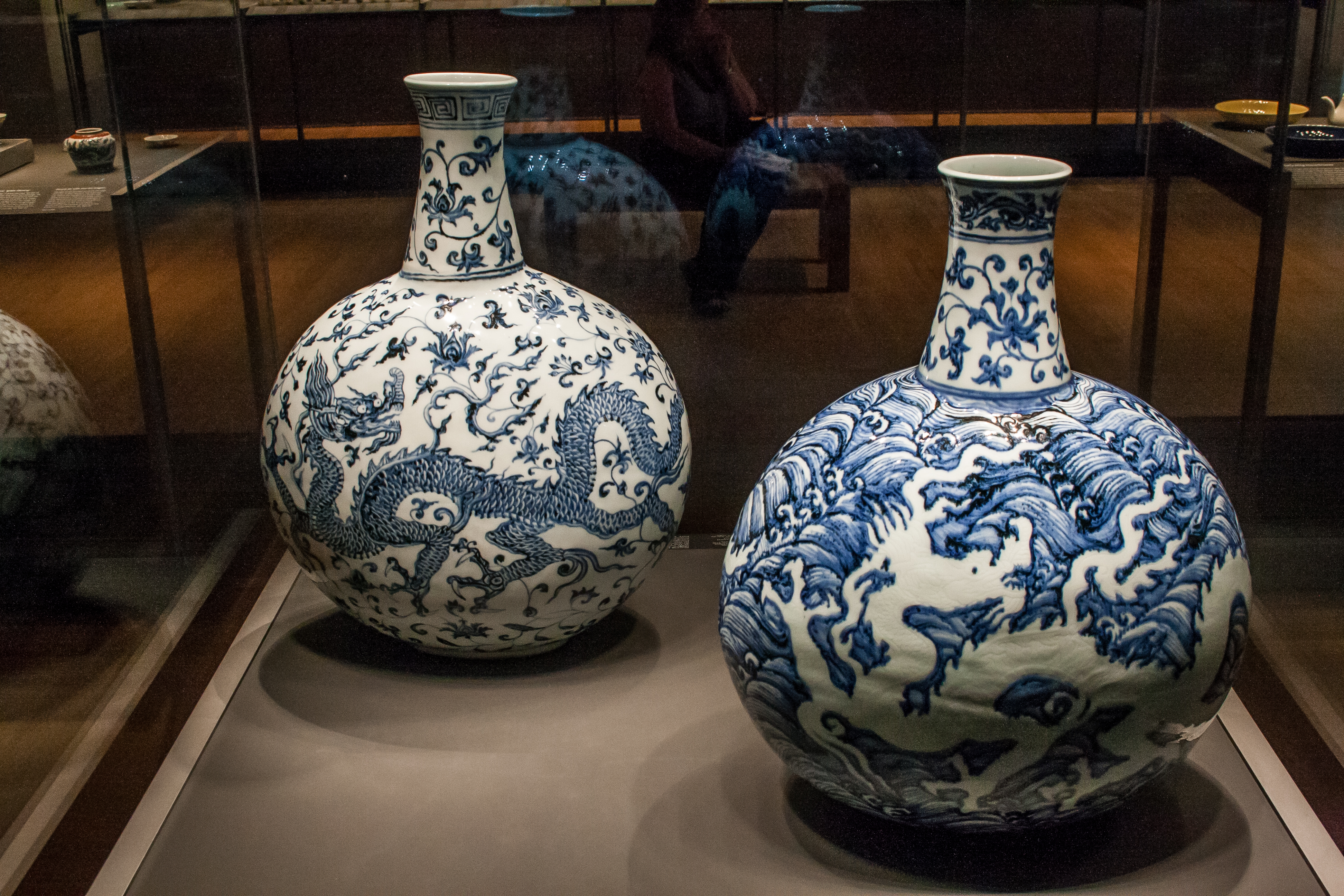
Due fiaschi con draghi, Dinastia Ming, opera di porcellana